# Wilson River (Bow River)
Der Wilson River ist ein Fluss im Nordosten des australischen Bundesstaates Western Australia. Er liegt in der Region Kimberley.

## Geografie
Der Fluss entspringt an den Osthängen des Kangaroo Hill in den südlichen Durack Ranges, bei der Siedlung Bedford Downs rund 109 Kilometer nördlich von Halls Creek. Von dort fließt er zunächst nach Nordosten bis zur Siedlung Crocodile Hole. Dort wendet er seinen Lauf nach Südosten und mündet beim Great Northern Highway in den Bow River.

### Nebenflüsse mit Mündungshöhen
Folgende Nebenflüsse fließen dem Wilson River zu:
- Pine Creek – 503 m
- Horse Rockhole Creek – 488 m
- Walls Creek – 435 m
- Neil Creek – 350 m
- Castlereagh River – 339 m
- Maude Creek – 334 m
- Archie Creek – 300 m
- O’Donnell Brook – 175 m

### Durchflossene Seen
Folgende Stauseen werden durchflossen:
- Pelican Hole – 402 m